# Date A Live (Anime)
Date A Live ist eine seit 2013 laufende Anime-Fernsehserie, die auf der gleichnamigen Light-Novel-Serie des japanischen Autors Kōshi Tachibana basiert.
Die Serie umfasst vier Staffeln, zwei OVAs und ein Kinofilm. Im Jahr 2019 wurden zwei weitere Anime-Projekte zu Date A Live angekündigt. Das erste Projekt ist eine Umsetzung des Ablegers Date A Bullet – siehe Date A Live Fragment: Date A Bullet – und wurde noch 2019 bekannt gegeben. Beim zweiten Projekt handelt es sich um die Produktion einer vierten Staffel der Hauptserie, die am 16. März 2020 bestätigt wurde.
Die Animeserie folgt dem Oberschüler Shidō Itsuka, der die Fähigkeit besitzt, die Kräfte von weiblichen Naturgeistern – jap. 精霊 seirei – durch einen Kuss zu versiegeln. Dabei wird er von der Organisation Ratatoskr unterstützt, die die Geister ohne diese zu töten, unschädlich machen will. Als Gegenspieler fungieren das Anti Spirit Team (AST) der japanischen Bodenselbstverteidigungsstreitkräfte sowie der Waffenhersteller Deus Ex Machina Industry (DEM), die die Geister gezielt auslöschen bzw. für ihre Zwecke missbrauchen wollen.

## Handlung
Dreißig Jahre vor Beginn der Handlung verwüstete ein verheerendes Raumbeben, das 150 Millionen Leben kostete, große Teile Eurasiens. Seitdem tauchen diese Raumbeben weltweit, wenn auch in kleinerem Maßstab, immer wieder auf und richten dabei große Zerstörung an. Als der Oberschüler Shidō Itsuka eines Tages bei einer Raumbeben-Evakuierung versucht seine jüngere Schwester Kotori, die sich laut GPS im zu evakuierenden Gebiet befindet, zu retten. trifft er dabei auf ein geheimnisvolles Mädchen. Kurz bevor Shidō in einen Kampf zwischen dem mysteriösen Mädchen und der Spezialeinheit AST – das Anti Spirit Team der japanischen Bodenselbstverteidigungsstreitkräfte – verwickelt wird, wird er an Bord des Luftschiffes teleportiert. Dort erfährt er von Kotori, dass dieses Mädchen ein „Naturgeist“ – jap. 精霊 seirei – ist und die Raumbeben als Nebeneffekt ausgelöst werden, wenn diese in unsere Welt wechseln.
Kotori selbst ist die Kommandantin der Fraxinus, das Luftschiff der Organisation Ratatoskr, die auf friedlichem Wege versuchen will, die Naturgeister unschädlich zu machen. Shidō erfährt, dass er in der Lage ist, die Kräfte der Seirei durch einen Kuss zu versiegeln und nun dafür sorgen muss, dass sie sich in ihn verlieben. Gegenspieler sind das AST, die die Geister zu töten versuchen, sowie der Waffenhersteller Deus Ex Machina Industry, der über Leichen gehen würde, um an die Macht der Naturgeister zu kommen.

## Produktion
Bereits am 14. November des Jahres 2011 wurde eine Umsetzung von Kōshi Tachibanas Light-Novel-Reihe angekündigt, wobei es im Magazin Fantasia Bunko des Verlages Fushimi Shobo hieß, dass der Verlag „niemals eine Anime-Adaption aus dem Imprint so schnell angekündigt habe als diese hier.“
Mitte September 2018 wurde eine Webseite zur kommenden Animeserie zu Date A Live geschaltet auf der sämtliche Informationen, darunter das Animationsstudio, das Produktionsteam sowie einen Teil der Synchronsprecher angekündigt wurden. Die erste Staffel entstand im Animationsstudio AIC Plus+ unter der Regie von Keitarō Motonaga, der bereits an den Produktionen zu Getbackers und Jormungand beteiligt war. Das Drehbuch wurde von Hideki Shirane geschrieben während die Musik von Gō Sakabe komponiert wurde. Das Charakterdesign stammt aus der Feder von Satoshi Ishino.
Seiyū Nobunaga Shimazaki spricht die Hauptperson Shidō Itsuka, Marina Inoue leiht Tohka Yatogami ihre Stimme. In den weiteren Rollen wurden Ayane Taketatsu als Kotori Itsuka, Misuzu Togashi als Origami Tobiichi, Iori Nomizu als Yoshino und Asami Sanada als Kurumi Tokisaki präsentiert.
Vier Tage nach der Ankündigung wurde ein erstes dreiminütiges Werbevideo veröffentlicht, in dem das Vorspannlied Date A Live von sweet ARMS zu hören ist.
Mit der Ausstrahlung der zwölften Episode der ersten Staffel wurde angekündigt, dass man der Produktion einer zweiten Staffel Grünes Licht gegeben habe. Die Produktion wurde vom Animationsstudio Production IMS übernommen, während ein Großteil der Besetzung, die für die Entstehung der ersten Staffel verantwortlich waren, beibehalten werden konnte. Zudem stießen mit Sarah Emi Bridcutt, Maaya Uchida, Ryōtarō Okiayu neue Synchronsprecher zum Sprechercast. Abermals stammt mit Trust in You das Lied im Vorspann von sweet ARMS.
Nach der Produktion und Veröffentlichung eines Kinofilms im Jahr 2015 blieb es lange Zeit still um die Serie, bis 2018 bekannt wurde, dass das Animationsstudio Production IMS Konkurs anmelden musste. Eine dritte Staffel wurde von J.C.Staff umgesetzt. Abermals übernahm Motonaga die Regie und Shirane arbeitete erneut am Drehbuch. Lediglich Koji Watanabe, der in den ersten beiden Staffeln als Schlüsselanimator war, entwarf für Date A Live III die Charaktere. sweet ARMS sangen mit I Swear erneut das Vorspannlied.
Im September des Jahres 2019 wurden zwei Anime-Projekte für Date A Live angekündigt. Bei dem ersten Projekt handelt es sich um eine Anime-Umsetzung des Ablegers Date A Bullet, in Form zweier Kinofilme – Dead or Bullet sowie Nightmare or Queen – welches zuerst bekannt gegeben wurde. Beim zweiten Projekt handelt es sich um die Produktion der vierten Staffel, die offiziell am 16. März 2020 bestätigt wurde. Diese entsteht im Animationsstudio Geek Toys mit einer teilweise neuen Produktionsbesetzung und sollte ursprünglich im Oktober 2021 Premiere feiern. Eine Ausstrahlung wurde im September allerdings auf 2022 verschoben. Im Januar 2022 wurden weitere Details bekannt gegeben, darunter die Interpreten der Vor- und Abspanntitel, weitere Synchronsprecher sowie den Startzeitraum. Miyu Tomita singt mit OveR das Lied im Vorspann, Sweet ARMS mit S.O.S den Abspanntitel. Akari Kageyama und Hitomi Nabatame sprechen die Rollen der Mokuro Hoshimiya bzw. Nia Honjō. Die vierte Staffel wurde zwischen April und Juni 2022 im japanischen Fernsehen gezeigt. Nach der Ausstrahlung der letzten Episode am 24. Juni 2022 wurde die Produktion einer fünften Staffel offiziell bestätigt.
Am 5. April 2023 wurde im Rahmen des zehnjährigen Bestehens des Franchises bekannt gegeben, dass das Produktionsteam, welches bereits die vierte Staffel produzierte, größtenteils erhalten bleibt. Auch wurde bestätigt, dass die Produktion der fünften Staffel erneut in Zusammenarbeit mit dem Animationsstudio Geek Toys erfolgt.

## Veröffentlichung

### In Japan
Die erste Staffel wurde von AIC Plus+ zunächst für den Januar des Jahres 2013 angekündigt, dann aber auf einen späteren Zeitpunkt verschoben. Am 17. Januar 2013 hieß es, dass die Animeserie ab 16. März gleichen Jahres vorab auf der Plattform Niconico gestreamt werde, bevor die Serie offiziell im Monat darauf startet. In Japan wurde die erste Staffel der Serie zwischen dem 6. April und dem 22. Juni 2013 auf Tokyo MX gezeigt.
Dem neunten Band der Light-Novel-Reihe lag eine Blu-ray-Disc mit einer bis dahin nicht gezeigten dreizehnten Episode bei.
Die zweite Staffel lief vom 12. April bis 14. Juni 2014 im japanischen Fernsehen. Dem dritten Band des Light-Novel-Ablegers Date A Live: Encore lag eine Blu-ray mit einer 30-minütigen Episode bei, die zuvor nicht im Fernsehen gezeigt wurde. Der dritte Band wurde am 9. Dezember 2014 mitsamt der Bonus-Episode veröffentlicht.
Die dritte Staffel war vom 11. Januar bis zum 19. März 2019 in Japan zu sehen. Die vierte Staffel sollte ab Oktober 2021 im japanischen Fernsehen gezeigt werden, wurde allerdings einen Monat vor geplanten Start ins Jahr 2022 verschoben ohne dabei einen genauen Zeitraum zu nennen. Diese wurde letztendlich zwischen dem 8. April und dem 24. Juni 2022 im japanischen Fernsehen ausgestrahlt, darunter auf AT-X, KBS Kyōto, BS11, Sun Television und Tokyo MX.
Im Rahmen des Fantasia-Bunko-Big-Thanks-Online-Events wurde am 14. Oktober 2023 angekündigt, dass die fünfte Staffel im Laufe des Jahres 2024 im japanischen Fernsehen starten wird. Die fünfte, zwölf Folgen umfassende Staffel startet im April des Jahres 2024 im japanischen Fernsehen.

### In Deutschland
Am 11. Januar 2019 gab Animoon Publishing bekannt, nachdem sich das Unternehmen bereits die Rechte an der dritten Staffel gesichert hatten, dass auch die ersten beiden Staffeln der Serie in deutscher Synchronisation erscheinen werden. Der Vertrieb erhielt die Lizenz für eine DVD- und Blu-ray-Veröffentlichung der Serie im deutschsprachigen Raum. Ende Juli gleichen Jahres wurde bekannt, dass das Unternehmen sich auch die Rechte an den beiden OVAs gesichert habe. Die erste OVA, Date To Date ist auf dem dritten Volume der DVD- und Blu-ray-Version als Bonusmaterial enthalten. Die zweite OVA, Kurumi Star Festival ist auf dem dritten Volume zur zweiten Staffel enthalten. Die dritte Staffel sollte ab April 2020 auf Disc erscheinen, wurde aber im Zuge der COVID-19-Pandemie in Deutschland und den damit verbundenen Schließungen der Synchronstudios sowie der Anlieferung des Zusatzmaterials, das in der Volksrepublik China produziert wird, mehrfach verschoben.
In Deutschland wurde lediglich die dritte Staffel auf Wakanim im Simulcast gezeigt. Die ersten beiden Staffeln wurden am 19. April und dem 28. Juni bzw. zwischen dem 27. August und dem 29. Oktober 2019 auf ProSieben Maxx im deutschen Fernsehen im Rahmen der „Animenacht“ gesendet. ProSieben Maxx zeigte die vierte Staffel der Animeserie zwischen dem 8. April und dem 24. Juni 2022 im Rahmen der „Animenacht“ als Simulcast im japanischen Originalton mit deutschen Untertiteln. Ein Simulcast bei Crunchyroll wurde indes abgesagt, nachdem der Streamingdienstanbieter zuvor angekündigt hatte, die Serie in ihr Portfolio aufzunehmen. Bereits im November 2021 gab AniMoon Publishing bekannt, die Rechte an der vierten Staffel gesichert zu haben und diese auf DVD und Blu-ray zu veröffentlichen.
Die ersten drei Staffeln waren zeitweise in der deutschen Version von Netflix zu sehen.

### Weltweit
In den Vereinigten Staaten und Nordamerika wurde die Serie über Funimation und Crunchyroll gezeigt. Die Rechte an der Heimkinoveröffentlichung der Serie liegt für den nordamerikanischen Raum ebenfalls bei Funimation.
In Australien sicherte sich Madman Entertainment die Rechte an der Ausstrahlung der Serie sowie für die Veröffentlichung auf DVD und Blu-ray. So wurde Date A Live II auf AnimeLab im Simulcast gesendet.

## Synchronisation
Für eine genaue Charakterbeschreibung, siehe Date A Live#Figuren.
Für die deutschsprachige Übersetzung zeigte sich das Synchronstudio Oxygen Sounds aus Berlin zuständig. Bei den Synchronsprechern gab es in den ersten beiden Staffeln keine Wechsel. Lediglich Philip Gaube als Dialogbuchautor und Birte Baumgardt als Dialogregisseurin waren zur zweiten Staffel neu ins Team geholt worden. In der ersten Staffel zeigte sich Susanne Schwab für die Dialogbücher und die Dialogregie verantwortlich.
| Rolle                     | Japanische Stimme (Seiyū) | Deutscher Sprecher |
| ------------------------- | ------------------------- | ------------------ |
| Shidō Itsuka              | Nobunaga Shimazaki        | Marco Eßer         |
| Tōka Yatogami             | Marina Inoue              | Anna Gamburg       |
| Origami Tobiichi          | Misuzu Togashi            | Melinda Rachfahl   |
| Kotori Itsuka             | Ayana Taketatsu           | Josephine Schmidt  |
| Dr. Reine Murasame        | Aya Endō                  | Alice Bauer        |
| Kyōhei Kannazuki          | Takehito Koyasu           | Adam Nümm          |
| Yoshino                   | Iori Nomizu               | Jodie Blank        |
| Kurumi Tokisaki           | Asami Sanada              | Esra Vural         |
| Mana Takamiya             | Misato                    | Laura Elßel        |
| Ryouko Kusakabe           | Ao Takahashi              | Laurine Betz       |
| Mai Hazakura              | Kayoko Tsumita            | Anja Rybiczka      |
| Ai Yamabuki               | Risako Murai              | Maria Burghardt    |
| Mii Fujibakama            | Midori Tsukimiya          | Henrike von Kuick  |
| Hiroto Tonomachi          | Anri Katsu                | Oliver Bender      |
| Kaguya Yamai              | Maaya Uchida              | Sarah Tkotsch      |
| Yuzuru Yamai              | Sarah Emi Bridcutt        | Soraya Richter     |
| Miku Izayoi               | Minori Chihara            | Lisa May-Mitsching |
| Natsumi                   | Ayumi Mano                | Lea Kalbhenn       |
| Isaac Ray Pelham Westcott | Ryōtarō Okiayu            | Rasmus Borowski    |
| Ellen Mira Mathers        | Shizuka Itō               | Anne Düe           |
| Mokuro Hoshimiya          | Akari Kageyama            |                    |
| Nia Honjō                 | Hitomi Nabatame           |                    |

## Kinofilm und Ableger
Im Juni des 2014, während der Ausstrahlung der zweiten Staffel von Date A Live, verkündete das Produktionsteams der Animeserie die Produktion eines Kinofilms für das Jahr 2015. Dieser basiert nicht auf die Light-Novel-Reihe von Kōshi Tachibana, sondern erhielt eine eigene Handlung die von Tachibana geschrieben wurde. Auch wurde ein neuer Charakter für diesen Film vorgestellt. Zudem war ein Großteil des Produktions- und des Synchronsprecherteams der Serie an den Filmarbeiten beteiligt. Der Film, der den Namen Gekijōban Date A Live: Mayuri Judgement trägt, kam am 22. August 2015 in die japanischen Kinos. Eine Aufführung des Films in den deutschen Kinos erfolgte am 16. Februar 2020.
Im September 2019 wurde angekündigt, dass der Light-Novel-Ableger Date A Live Fragment: Date A Bullet, in dem Kurumi Tokisaki die Hauptrolle spielt, eine offizielle Umsetzung als Anime erhalte. Zu diesem Zeitpunkt stand das Format noch nicht fest. Mitte Mai 2020 wurde bekannt gegeben, dass die Umsetzung den Titel Dead or Bullet tragen und in die japanischen Kinos kommen werde. Mitte Juli wurde bekannt gegeben, dass die Umsetzung in Form zweier Kinofilme erfolgen werde. Der erste Film trägt den Film Date or Bullet und wurde für August angekündigt, während der zweite Film Nightmare or Queen noch im November in die Kinos anlaufen soll.

## Rezension
Anne Betz schrieb in ihrem Artikel für das Magazin AnimaniA über die Animeserie. So befand sie, dass die Serie glücklicherweise nicht versuche, dem Zuschauer ihren „Date-a-Ghost-Schabernack als Action- oder Romance-Anime zu verkaufen.“ Stattdessen haut die Serie einen „Harem-Gag“ und „Magical-Girl-Seitenhieb“ nach dem anderen heraus. Und wenn man sich bereits an das Lachen gewöhnt habe, so Betz, folgen die schönen und tatsächlich romantischen Szenen. Betz befand, dass nicht alle Herren-Witze und Genre-Tropen, die in der Serie aufgegriffen werden, erhaben sind. Dennoch schaffe es die Animeserie leichtherzig, unterhaltsam und Dating-Sim-verliebt herüberzukommen, sodass sie auch Harem-Hasser ein versöhnliches Schmunzeln entlocken kann.

„Die TV-Serie versucht zum Glück nicht, euch ihren Date-a-Ghost-Schabernack als irgendwie seriösen Action- oder Romance-Anime zu verkaufen. Anstattdessen haut DATE A LIVE wie ein Otaku mit ansteckender Begeisterung für sein Lieblings-Genre einen Harem-Gag und Magical-Girl-Seitenhieb, eine Punch- und Pick-up-Line nach der anderen raus […] und wenn ihr euch ans Lachen gewöhnt habt, punktgenau auch die schönen, tatsächlich romantischen. Über jeden Zweifel erhaben sind die in DATE A LIVE mit vollen Händen ausgeteilten Genre-Tropen und Herren-Witze nicht und sie sind auch nicht alle gelungen. Aber irgendwie schafft es die Serie trotzdem, so leichtherzig, unterhaltsam und Bishojo-Dating-Sim-verliebt herüberzukommen, dass das Auftakt-Volume selbst Harem-Hassern versöhnliche Schmunzler entlocken kann.“

### Zensur in der Volksrepublik China
Im Juni des Jahres 2015 gab das Ministerium für Kultur der Volksrepublik China bekannt, dass 38 Manga-, Anime- und Videospieltitel in der Volksrepublik China verboten werden, darunter die zweite Date-A-Live-Staffel. Liu Qiang, Mitglied des Ministeriums, erklärte, dass die Auflistung der Titel anhand von Ermittlerevulationen, Besprechungen des Ministeriums und Experteneinschätzungen getroffen wurde. Als Begründung für die Verbote wurden die Darstellungen gewaltverherrlichender Szenen, Pornografie, Terrorismus, Verbrechen gegen die öffentliche Moral und die Beeinflussung Jugendlicher zu solchen Taten genannt.